# Usova
Usova är en kulle i Antarktis. Den ligger i Östantarktis. Australien gör anspråk på området. Toppen på Usova är 988 meter över havet.
Terrängen runt Usova är huvudsakligen platt, men söderut är den kuperad. Trakten är obefolkad. Det finns inga samhällen i närheten.